# Jim Hanks
Jim Hanks (anglès: James Mathew Hanks)  (Shasta, 15 de juny de 1961) és un actor i còmic estatunidenc. Hanks és conegut per substituir el seu germà gran Tom Hanks com Woody a la franquícia de Toy Story i també és la veu de Geoffrey the Giraffe als anuncis de Toys R Us.